# Bogumił Marcinek
Bogumił Marcinek (ur. 1904, zm. 1940 w Ostrowcu Świętokrzyskim) – polski projektant ceramiki.

## Życiorys
Studiował u Tadeusza Szafrana w Państwowej Szkole Przemysłu Artystycznego w Krakowie, gdzie w 1925 uzyskał dyplom. Od 1928 do 1936 pracował w fabryce porcelany „Ćmielów”, gdzie był głównym projektantem fabryki. Marcinek był autorem form licznych serwisów jak np. „Ćmielów”, „Aleksander” czy serwisu „Bałtyk” dla polskich transatlantyków m/s „Piłsudski” i m/s „Batory”. Był również projektantem figurek oraz plakiet deokracyjnych. Zaprojektowane przez niego figurki „Łowiczanka” (nazywana później „Magdusią”), „Kazicka” oraz „Upadła”, prezentowane były  na Powszechnej Wystawie Krajowej w Poznaniu.
Należał do grona twórców założonej w 1936 roku, Wytwórni Porcelany Świt sp. z o.o. w Ćmielowie. Był udziałowcem wytwórni, kierownikiem malarni oraz projektantem form.
Zmarł w 1940 roku w więzieniu w Ostrowcu Świętokrzyskim, podczas okupacji niemieckiej.